# 덕은한강초등학교
덕은한강초등학교(德隱漢江初等學校)는 대한민국 경기도 고양시에 있는 공립 초등학교이다.

## 학교 연혁
- 2021년 6월 11일 : 교명 덕은한강초등학교 선정[2]
- 2022년 9월 1일 : 개교 (일반 47학급, 특수 1학급 규모)
- 2024년 12월 현재 52학급(일반51학급, 특수1학급규모)